# Conversão de dois pontos
No futebol americano dos Estados Unidos e do Canadá, a conversão de dois pontos (em inglês: two-point conversion) é uma jogada que um time tenta ao invés de chutar o extra point depois de marcar um touchdown. Na tentativa da conversão de dois pontos, o time se posiciona próximo a end zone adversária (precisamente a 5 jardas no futebol canadense, 3 jardas no futebol americano amador, e na linha de 2 jardas no profissional) e avança a bola além da goal line adversária para marcar um "mini-touchdown". Se o time for bem sucedido em sua tentativa, ele ganha dois pontos adicionais aos seis do touchdown. Se o time falhar, nenhum ponto extra é anotado. Em ambos os casos, o time fará o kickoff depois da jogada. Analistas dizem que a taxa de sucesso nas tentativas de conversão de dois pontos são de 40% a 55%, muito mais baixo que a do extra point.
Desde 2015, se um defensor recupera a bola durante uma conversão de dois pontos (seja por interceptação ou fumble) ele pode retorna-la para sua própria end zone, anotando dois pontos para o seu time.